# Raken
Raken är en sjö i Västerviks kommun i Småland och ingår i Botorpsströmmens huvudavrinningsområde.